# Molophilus wejaya
Molophilus wejaya är en tvåvingeart som beskrevs av Alexander 1958. Molophilus wejaya ingår i släktet Molophilus och familjen småharkrankar.
Artens utbredningsområde är Sri Lanka. Inga underarter finns listade i Catalogue of Life.